# Baton Haxhiu
Baton Haxhiu, född den 24 februari 1966, är en albansk publicist.
Baton Haxhiu var från 1999 till 2004 chefredaktör för tidningen Koha Ditore. Han blev ordförande för Kosovos journalistkår. Han beskyllde FN:s mission i Kosovo, UNMIK, för kvävandet av yttrandefriheten. Han anklagades och dömdes till böter av Internationella krigsförbrytartribunalen för det forna Jugoslavien för att ha avslöjat vittnens skyddade identitet.